# Concili della plebe
I concili della plebe (concilia plebis) si costituirono in seguito alla secessione della plebe sul Monte Sacro nel 494 a.C. per rivendicare il proprio diritto di partecipare alla vita politica della civitas. In questa circostanza la plebe si dà un'organizzazione: oltre ai concilia plebis, sono creati i tribuni della plebe, gli edili; le delibere della plebe raccolte nell'assemblea convocata dal tribuno della plebe prenderanno il nome di plebiscita (plebisciti). Da queste assemblee, naturalmente, saranno esclusi i patrizi: la plebe ottiene in questo momento la possibilità di una propria iniziativa politica.

## Funzioni, forma e luoghi di riunione
Le assemblee della plebe (concilia plebis) sono ripartite al proprio interno in tribù territoriali, successivamente 35 totali di cui 4 urbane e 31 rustiche. Sono convocate, lo si diceva, dal tribuno della plebe, il quale, a sua volta, è eletto da questa stessa assemblea.
I plebisciti, ossia le delibere della plebe, vengono equiparate alle leggi dal 287 a.C. con la lex Hortensia. Oltre alla funzione elettorale (elezione di tribuni ed edili) e legislativa i concilia plebis svolgono anche funzione giudiziaria. 
Il luogo in cui l'assemblea si riunisce è l'Aventino, al di fuori del pomerio, sfera sacrale della città. Per le questioni di ordine giuridico e amministrativo le fonti riportano anche Foro e Campidoglio come luoghi di riunione. Il Campo Marzio è adibito per le elezioni alla fine della repubblica. 

## Modalità di voto comune a tutte le assemblee
I cittadini sono chiamati all'interno della propria unità di riferimento a concedere o a negare il loro assenso alla proposta avanzata con il solo sì o no. L'opzione del singolo è computata con quella dei suoi compagni nella tribù e la maggioranza delle posizioni diventava quella dell'intera unità.